# San Roque (Samar do Norte)
San Roque é um município de  quarta classe de renda municipal (d) na província Samar do Norte, nas Filipinas. De acordo com o censo de 1 de maio  de  2020 possui uma população de 29 882 pessoas e 5 619 domicílios.